# (33522) Chizumimaeta
1999 GQ40 (asteroide 33522) é um asteroide da cintura principal. Possui uma excentricidade de 0.07791390 e uma inclinação de 7.49736º.
Este asteroide foi descoberto no dia 12 de abril de 1999 por LINEAR em Socorro.